# William J. Sutherland

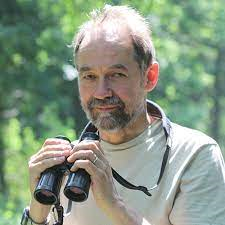
William J. Sutherland, 2022

William James Sutherland CBE (* 27. April 1956) ist ein Naturschutzbiologe und Professor für Zoologie an der University of Cambridge.

## Forschungsschwerpunkte
Sutherland beschäftigt sich mit Verbreitungs- und Habitatmodellen von Tieren, die sich auf verhaltensbiologische Aspekte beziehen. Besonders angewandte Fragen des Naturschutzes im Zusammenhang mit Vögeln beschäftigen ihn in seiner Forschung. Er ist Inhaber des Miriam Rothschild Lehrstuhls für den Schutz der biologischen Vielfalt.
Sutherland ist im Herausgeberteam der ESA Zeitschrift Conservation Letters und engagiert in der Initiative um die Open-Access-Publikation Conservation Evidence.
2023 wurde Sutherland zum Mitglied der Royal Society gewählt, 2024 zum Mitglied der American Academy of Arts and Sciences und 2025 zum Mitglied der American Philosophical Society.

## Veröffentlichungen (Auswahl)

### Bücher
- mit David A Hill: Managing habitats for conservation. Cambridge University Press, Cambridge, New York, 1995, ISBN 978-0-521-44776-8
- Sutherland (edt.): Ecological Census Techniques. A Handbook.  Cambridge University Press, Cambridge, New York, 1996, ISBN 978-0-521-47815-1
- mit Ian Newton und Rhys Green: Bird ecology and conservation : a handbook of techniques. Oxford University Press, Oxford, New York, 2004, ISBN 978-0-19-852086-3

### Artikel
- Amano, T., Okamura, H., Carrizo, S.F. and Sutherland, W.J. (2012): Hierarchical models for smoothed population indices: the importance of considering variations in trends of count. Ecological Indicators, 13, 243–252.
- William J. Sutherland, Sarah Bardsley, Leon Bennun, Mick Clout, Isabelle M. Côté, Michael H. Depledge, Lynn V. Dicks, Andrew P. Dobson, Liz Fellman, Erica Fleishman, David W. Gibbons, Andrew J. Impey (2011): Horizon scan of global conservation issues for 2011. Trends in Ecology and Evolution, vol. 26, no. 1, pp. 10–16, 2011. doi:10.1016/j.tree.2010.11.002